# Menhir di Mazzè

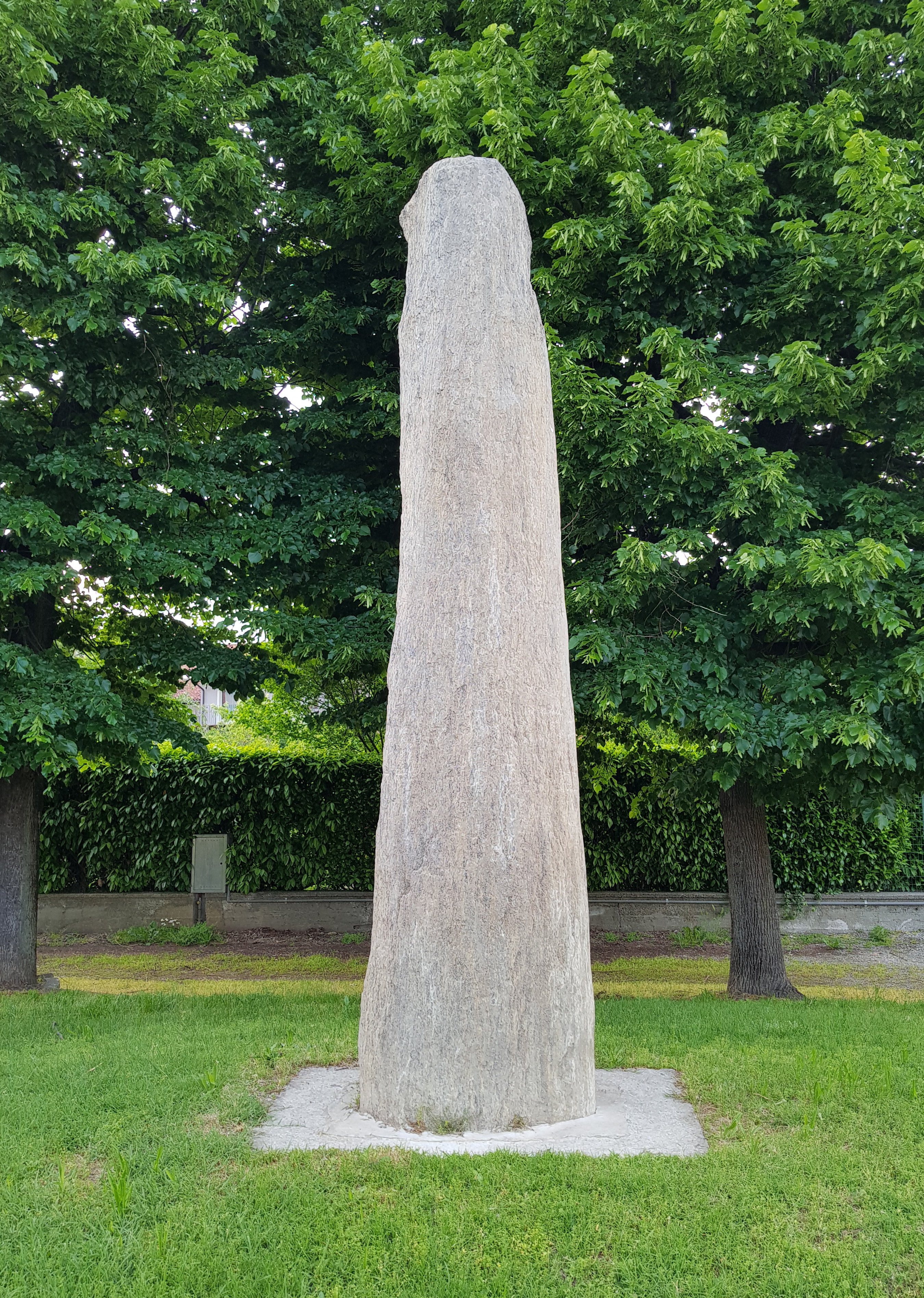
Il Menhir

Il Menhir di Mazzè, attualmente riposizionato nella piazza del municipio, si trova a Mazzè, nella città metropolitana di Torino, Piemonte.

## Descrizione
Il monolito, che è stato trovato nel 1988 durante i lavori per la costruzione del bacino del Dora Baltea, è alto 4,2 metri e risale intorno al 1.600 a.C. .